# Canton de Rougemont
Le canton de Rougemont est une ancienne division administrative française, située dans le département du Doubs et la région Franche-Comté.

## Représentation

### Conseillers généraux de 1833 à 2015
| Période     | Période      | Identité                                                   | Étiquette                    | Qualité |
| ----------- | ------------ | ---------------------------------------------------------- | ---------------------------- | --- |
| 1833        | 1842 (décès) | Jean-Baptiste Tanchard                                     |                              | Juge de paix à Cuse Député (1815) |
| 1842        | 1848         | Charles-Laurent Tanchard (fils du précédent)               | Républicain                  | Juge de paix Député (1848-1849) Sénateur (1868-1869) |
| 1848        | 1869 (décès) | Marquis Léonel de Moustier                                 |                              | Ambassadeur puis ministre des Affaires étrangères Député (1849-1851)                                                                                                  |
| 1869        | 1871         | Marquis Reinold-Hugues-Emmanuel-Philippe-Alexis de Marmier |                              | |
| 1871        | 1877         | Louis Guillemin                                            | Droite                       | Attaché au ministère des Affaires étrangères |
| 1877        | 1935 (décès) | Marquis René de Moustier                                   | Droite                       | Propriétaire à Bournel Député (1889-1921) Sénateur (1921-1935) Président du conseil général Conseiller municipal de Cubry Propriétaire du château des Granges-Maillot |
| 1935        | 1940         | Roland de Moustier                                         | Union Nationale Républicaine | Maire de Cubry |
|             |              |                                                            |                              | |
| 1945        | 1961         | Roland de Moustier                                         | PRL puis CNIP                | Maire de Cubry Député (1945-1958) Président du conseil général (1945-1961)                                                                                            |
| 1961        | 1963 (décès) | Lucien Cour                                                | DVD                          | Maire de Rillans |
| 19 mai 1963 | 1979         | Léon Paillard (1903-1983)                                  | DVD                          | Agriculteur, ancien conseiller municipal de Rougemont |
| 1979        | 2004         | Roland Genin                                               | PS puis DVD                  | Chef d'entreprise - Maire de Mésandans |
| 2004        | 2015         | Danièle Nevers                                             | PS                           | Infirmière Maire de Cuse-et-Adrisans Elue en 2015 dans le Canton de Baume-les-Dames                                                                                   |

### Conseillers d'arrondissement (de 1833 à 1940)
Le canton de Rougemont avait deux conseillers d'arrondissement jusqu'en 1926.
Il appartenait à l'arrondissement de Baume-les-Dames jusqu'à sa disparition en 1926.
| Période                                  | Période      | Identité                                      | Étiquette                    | Qualité |
| ---------------------------------------- | ------------ | --------------------------------------------- | ---------------------------- | --- |
| 1833                                     | 1848         | M. Truchot                                    |                              | Propriétaire, adjoint au maire de Cubry                                                                     |
| 1833                                     | 1848 (décès) | Joseph Vuillier (1769-1848)                   |                              | Médecin, maire de Cubrial                                                                                   |
|                                          |              |                                               |                              | |
| 1852                                     |              | M. Boigeat                                    |                              | Juge de paix                                                                                                |
| 1852                                     |              | Paul Vuillier (1806-1870, fils de J.Vuillier) |                              | Avocat, propriétaire, maire de Cubrial                                                                      |
|                                          |              |                                               |                              | |
| 1883                                     |              | Jules-Eugène Receveur                         |                              | Notaire, maire de Cuse, suppléant du juge de paix                                                           |
|                                          |              |                                               |                              | |
| 1913                                     |              | Jean Gonneaud                                 | Union nationale républicaine | Notaire à Rougemont                                                                                         |
|                                          |              |                                               |                              | |
| 1934                                     | 1940         | M. Jeanningros                                | Rad.ind.                     | |
| 1940                                     |              |                                               |                              | Les conseils d'arrondissement ont été suspendus par la loi du 12 octobre 1940 et n'ont jamais été réactivés |
| Les données manquantes sont à compléter. |              |                                               |                              | |

## Composition
Ce canton était composé des vingt-sept communes suivantes :
| Nom                   | Code Insee | Intercommunalité           | Superficie (km2) | Population (dernière pop. légale) | Densité (hab./km2) |
| --------------------- | ---------- | -------------------------- | ---------------- | --------------------------------- | ------------------ |
| Rougemont (chef-lieu) | 25505      | CC des Deux Vallées Vertes | 18,33            | 1 176 (2014)                      | 64                 |
| Abbenans              | 25003      | CC des Deux Vallées Vertes | 11,17            | 352 (2014)                        | 32                 |
| Avilley               | 25038      | CC des Deux Vallées Vertes | 5,62             | 173 (2014)                        | 31                 |
| Bonnal                | 25072      | CC du Pays de Villersexel  | 1,80             | 30 (2014)                         | 17                 |
| Cubrial               | 25181      | CC des Deux Vallées Vertes | 5,92             | 133 (2014)                        | 22                 |
| Cubry                 | 25182      | CC des Deux Vallées Vertes | 5,40             | 83 (2014)                         | 15                 |
| Cuse-et-Adrisans      | 25184      | CC des Deux Vallées Vertes | 5,42             | 283 (2014)                        | 52                 |
| Fontenelle-Montby     | 25247      | CC des Deux Vallées Vertes | 6,65             | 98 (2014)                         | 15                 |
| Gondenans-les-Moulins | 25277      | CC des Deux Vallées Vertes | 3,93             | 76 (2014)                         | 19                 |
| Gondenans-Montby      | 25276      | CC des Deux Vallées Vertes | 11,78            | 175 (2014)                        | 15                 |
| Gouhelans             | 25279      | CC des Deux Vallées Vertes | 6,17             | 107 (2014)                        | 17                 |
| Huanne-Montmartin     | 25310      | CC des Deux Vallées Vertes | 3,43             | 84 (2014)                         | 24                 |
| Mésandans             | 25377      | CC des Deux Vallées Vertes | 5,66             | 221 (2014)                        | 39                 |
| Mondon                | 25384      | CC des Deux Vallées Vertes | 4,50             | 88 (2014)                         | 20                 |
| Montagney-Servigney   | 25385      | CC des Deux Vallées Vertes | 6,55             | 125 (2014)                        | 19                 |
| Montussaint           | 25408      | CC des Deux Vallées Vertes | 3,04             | 62 (2014)                         | 20                 |
| Nans                  | 25419      | CC des Deux Vallées Vertes | 3,20             | 101 (2014)                        | 32                 |
| Puessans              | 25472      | CC des Deux Vallées Vertes | 3,59             | 33 (2014)                         | 9,2                |
| Rillans               | 25492      | CC du Doubs Baumois        | 3,42             | 90 (2014)                         | 26                 |
| Rognon                | 25498      | CC des Deux Vallées Vertes | 4,09             | 50 (2014)                         | 12                 |
| Romain                | 25499      | CC des Deux Vallées Vertes | 4,85             | 131 (2014)                        | 27                 |
| Tallans               | 25556      | CC des Deux Vallées Vertes | 4,05             | 54 (2014)                         | 13                 |
| Tournans              | 25567      | CC des Deux Vallées Vertes | 9,14             | 135 (2014)                        | 15                 |
| Tressandans           | 25570      | CC du Pays de Villersexel  | 2,34             | 29 (2014)                         | 12                 |
| Trouvans              | 25572      | CC des Deux Vallées Vertes | 2,69             | 100 (2014)                        | 37                 |
| Uzelle                | 25574      | CC des Deux Vallées Vertes | 11,75            | 169 (2014)                        | 14                 |
| Viéthorey             | 25613      | CC des Deux Vallées Vertes | 7,92             | 97 (2014)                         | 12                 |

## Démographie
| 1962  | 1968  | 1975  | 1982  | 1990  | 1999  | 2006  | 2011  | 2012  |
| ----- | ----- | ----- | ----- | ----- | ----- | ----- | ----- | ----- |
| 3 902 | 3 793 | 3 638 | 3 794 | 3 810 | 3 883 | 4 043 | 4 251 | 4 264 |